# أبل بيز
 أبل بيز (بالإنجليزية:Applebee’s) هي سلسلة مطاعم أمريكية. تختص مطاعم آبل بيز بتقديم المأكولات المشوية وتعود ملكية كافة مطاعم آبل بيز إلى رياديين يديرونها وبحضور يتمثل في أكثر من 2,000 فرع منتشر في 50 ولاية أمريكية وإقليماً أمريكياً واحداً و15 دولة، تعتبر مطاعم آبل بيز إحدى أكبر سلاسل المطاعم في العالم.
وتختص شركة Applebee’s Franchisor LLC، التابعة لشركة DineEquity, Inc. (المدرجة في بورصة نيويورك تحت رمز: DIN)، بمنح حقوق امتياز مطاعم أبل بيز.

## التاريخ
تأسست سلسلة مطاعم أبل بيز في عام 1980 على يد الأخوين بيل وت. ج. بالمر حين أرادا تأسيس مطعم يجمع بين مزايا المطاعم والحانات معًا، ويقدم خدمة ذات جودة عالية بأسعار أقل من التي كانت موجودة في ذلك الوقت. افتتح الأخوان بالمر أول مطعم لهم في مدينة ديكاتور بولاية جورجيا الأمريكية، وكان يسمى حينئذٍ «تي جي أبل بيز أر إكس للأطعمة والمشربوات الروحية»، ثم افتتحوا مطعمًا ثانيًا بعد ذلك ببضع سنوات.

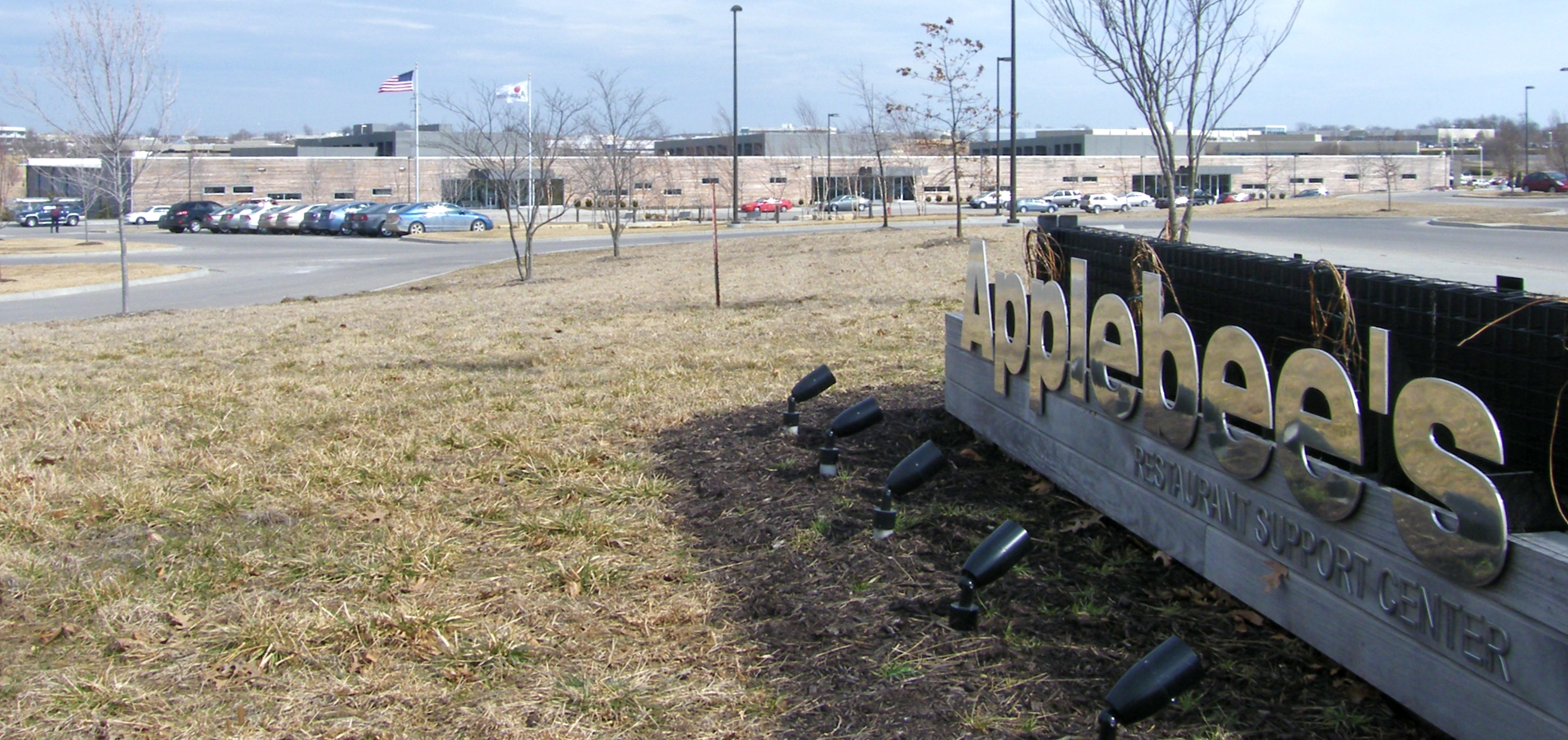
موقع المقر السابق لشركة أبل بيز في مدينة ينيكسا بولاية كانساس الأمريكية والذي يسمى الآن مركز دعم المطاعم

باع الأخوان بالمر الشركة في عام 1983 لشركة و. ر. جريس وشركاه التي أبقت على بيل بالمر مديرًا لأبل بيز كجزء من صفقة البيع، وانتهج بيل بالمر من البداية نظام منح حقوق الامتيازات التجارية منذ عام 1985.
أصبحت أبل بيز واحدة من أكبر سلاسل المطاعم في الولايات المتحدة الأمريكية في التسعينيات من القرن العشرين. وبدأت تداول أسهمها علنًا في بورصة نيويورك في نوفمبر 1991.
استحوذت شركة آيهوب في 29 نوفمبر 2007 على شركة أبل بيز الدولية مقابل 2.1 مليار دولارًا أمريكيًا، بحيث حصل المساهمون على 25.50 دولارًا أمريكيًا نقدًا للسهم الواحد. كونت الشركتين بعد اندماجهما معًا شركة داينيكويتي التي أصبحت أكبر شركة مطاعم متكاملة الخدمات في العالم، والتي تمتلك وتدير ما يزيد عن 3250 مطعمًا حول العالم.

## الفروع والمواقع
افتتحت شركة أبل بيز في عام 1989 مطعمها رقم 100 في مدينة ناشفيل بولاية تينيسي الأمريكية. وافتتحت مطعمها رقم 1000 في عام 1998.
أصبح هناك 1,787 مطعمًا لأبل بيز في الولايات المتحدة و15 دولة أخرى حول العالم في 31 ديسمبر 2019، من بين هذه المطاعم 69 مطعمًا فقط مملوكًا للشركة و 1718 مطعمًا مملوكًا لأصحاب الامتيازات التجارية.

### في الشرق الأوسط

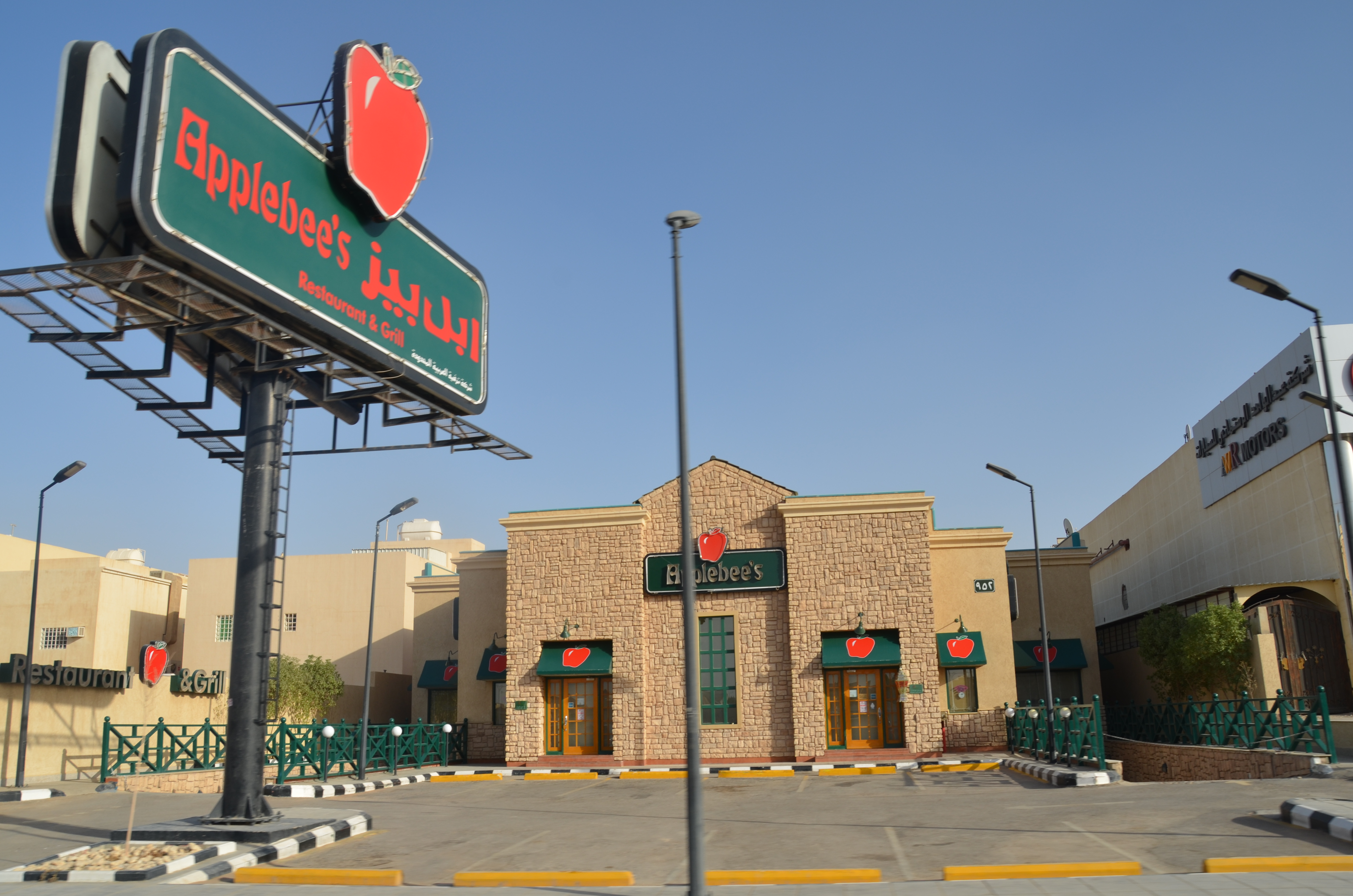
أبل بيز - الرياض

أسست مطاعم آبل بيز حضورها في منطقة الشرق الأوسط من خلال افتتاحها أول مطعم لها في الكويت عام 1999. أما اليوم، فتمتلك السلسلة 46 مطعماً في المنطقة، في كل من المملكة العربية السعودية والكويت والإمارات العربية المتحدة، وقطر والأردن ومصر. وتعمل السلسلة اليوم على تعزيز رقعة حضورها في أسواق المنطقة.

## قوائم الطعام
تركز مطاعم أبل بيز على تقديم الطعام الأمريكي السلطات، وأطباق الدجاج، والمعكرونة، والبرغر، كما تتضمن فروعها بارًا لتقديم المشروبات الكحولية، باستثناء في المناطق التي يحظر فيها القانون ذلك.

## الدعاوى القضائية
أقام عدد من موظفو مطاعم أبل بيز في الولايات المتحدة الأمريكية في عام 2006 دعوى قضائية ضد إدارة الشركة بسبب تقاضيهم حدًا أدنى للأجور بلغ حوالي 2.13 دولارًا أمريكيًا في الساعة، على خلاف الحد الأدنى الفيدرالي للأجور البالغ 7.25 دولارًا أمريكيًا في الساعة. حكمت محكمة إلينوي في سبتمبر 2012 لصالح موظفي أبل بيز وألزمت الشركة بتعويضهم.